# Muralhas de Faro
As Muralhas de Faro, também designadas por Fortaleza de Faro e Cerca urbana de Faro, são um monumento militar na cidade de Faro, na região do Algarve, em Portugal. Envolvem o núcleo urbano mais antigo da cidade, hoje designado por "Vila-Adentro" ou "Cidade Velha". As Muralhas de Faro estão classificadas como Imóvel de Interesse Público desde 1993. Dois elementos do sistema defensivo de Faro merecem um especial destaque: o Castelo de Faro, que correspondia à antiga alcáçova islâmica e foi convertido numa fábrica de cerveja no século XX, e o Arco da Vila.

## Descrição
Consiste num recinto fortificado, com uma planta de forma sensivelmente oval, encerrando uma área de cerca de sete hectares, sendo delimitado a nascente pelo Largo de São Francisco, Rua de José Maria Brandeiro, no lado meridional com a linha férrea, a poente pela Rua Comandante Francisco Manuel, e no lado setentrional pela Praça Dom Francisco Gomes e pela Rua do Albergue.
Uma das portas é a do Arco do Repouso, que era defendida por duas torres albarrãs, que poderão ser um dos poucos vestígios sobreviventes do período islâmico. Outra porta é do Arco da Vila, que no seu corredor possui uma entrada mais antiga, em cotovelo e virada para Norte. Esta entrada, provavelmente construída no século XI, é em arco de ferradura, com 4,23 m de altura e 2,36 m de largura, e foi construída usando pequenos silhares, criando desta forma um conjunto de aduelas com tons alternados, muito semelhantes aos elementos omíadas, principalmente os da cidade de Córdova durante o período califal.
No lanço da muralha virado para o Largo de São Francisco, situam-se várias torres de planta semicircular, quadrangular e heptagonal, construídas em blocos de pedra aproveitadas de antigas estruturas romanas, e que poderão ser também indícios islâmicos. Com efeito, apresentam várias semelhanças como os modelos omíadas dos séculos IX a X, embora mostrando influências clássicas e bizantinas.
O conjunto defensivo de Faro incluía um castelo, situado no canto nascente das muralhas, e que foi depois ocupado por uma fábrica de cerveja.

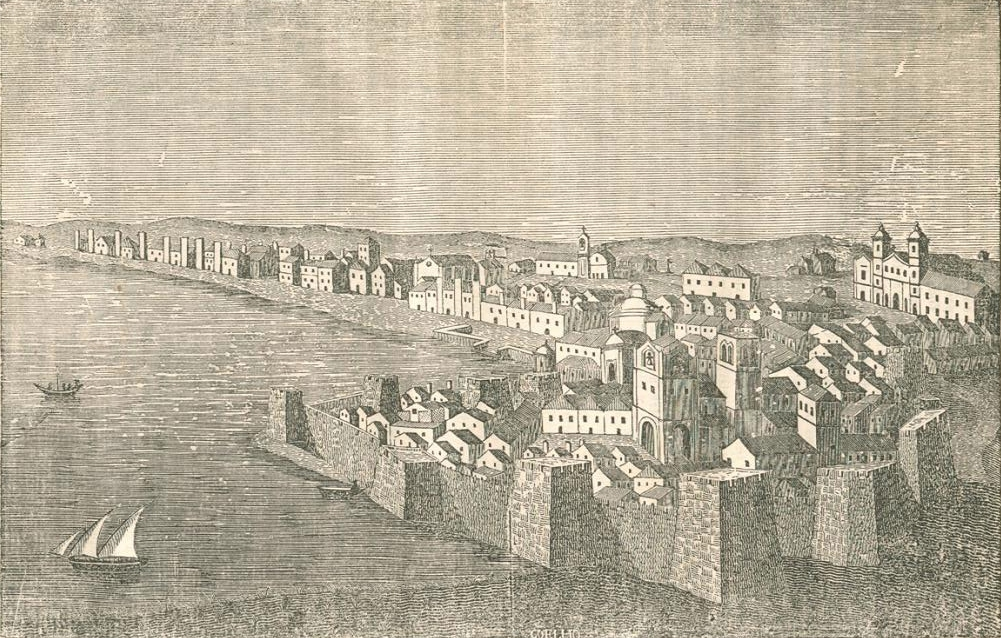
Gravura da cidade de Faro, publicada no jornal O Panorama em 1842. Ainda são visíveis as muralhas em redor do centro histórico.

## História

### Períodos romano, bizantino e visigótico
As primeiras muralhas na área da moderna cidade de Faro terão sido construídas nos finais da época romana, quando atingiu uma certa importância do ponto de vista administrativo. No local do antigo castelo foram encontrados materiais romanos, de cerca do séculos IV a VII, incluindo os vestígios de um tanque, que poderia ter feito parte de um complexo termal. Foram depois alvo de obras de reconstrução e ampliação durante os períodos bizantino e visigótico.

### Domínio islâmico
A povoação foi conquistada pelas forças muçulmanas no século VIII, tendo sido encontrado um grande número de vestígios deste período no centro histórico de Faro, incluindo áreas habitacionais na Rua do Município e nas traseiras da Sé. Durante esta fase foram feitas grandes intervenções nas estruturas defensivas, tendo o primeiro programa de reconstrução sido realizado a partir da segunda metade do século IX, quando a cidade era governada por Yahyâ Ben Bakr, que terá ordenado o reforço das muralhas e que fossem instaladas portas de ferro. Foi também durante o período islâmico que foi construída a alcáçova, provavelmente ainda no século IX. Em 9 de Setembro de 1917, o jornal O Algarve publicou uma missiva de José de Ascenção Guimarães, onde referiu que «de portas a dentro do Arco da Vila nas escavações só se encontram entulhos, o que demonstraria que a pequena elevação, do sopé das muralhas do antigo castelo arabe até á Sé, foi conseguida artificialmente com os escombros da velha cidade destruida. É certo que, quando se abriu o alicerce para a fachada do actual governo civil, alguns metros á frente da antiga muralha, se encontraram entulhos sobre argila pouco compacta, tendo sido necessario empregar estacaria para consolidar a construção». Concluiu afirmando que «O Arco da Vila foi, portanto, construido sobre esse terreno inconsistente, e o mesmo succedeu a todas as muralhas exteriores da fortaleza musulmana».

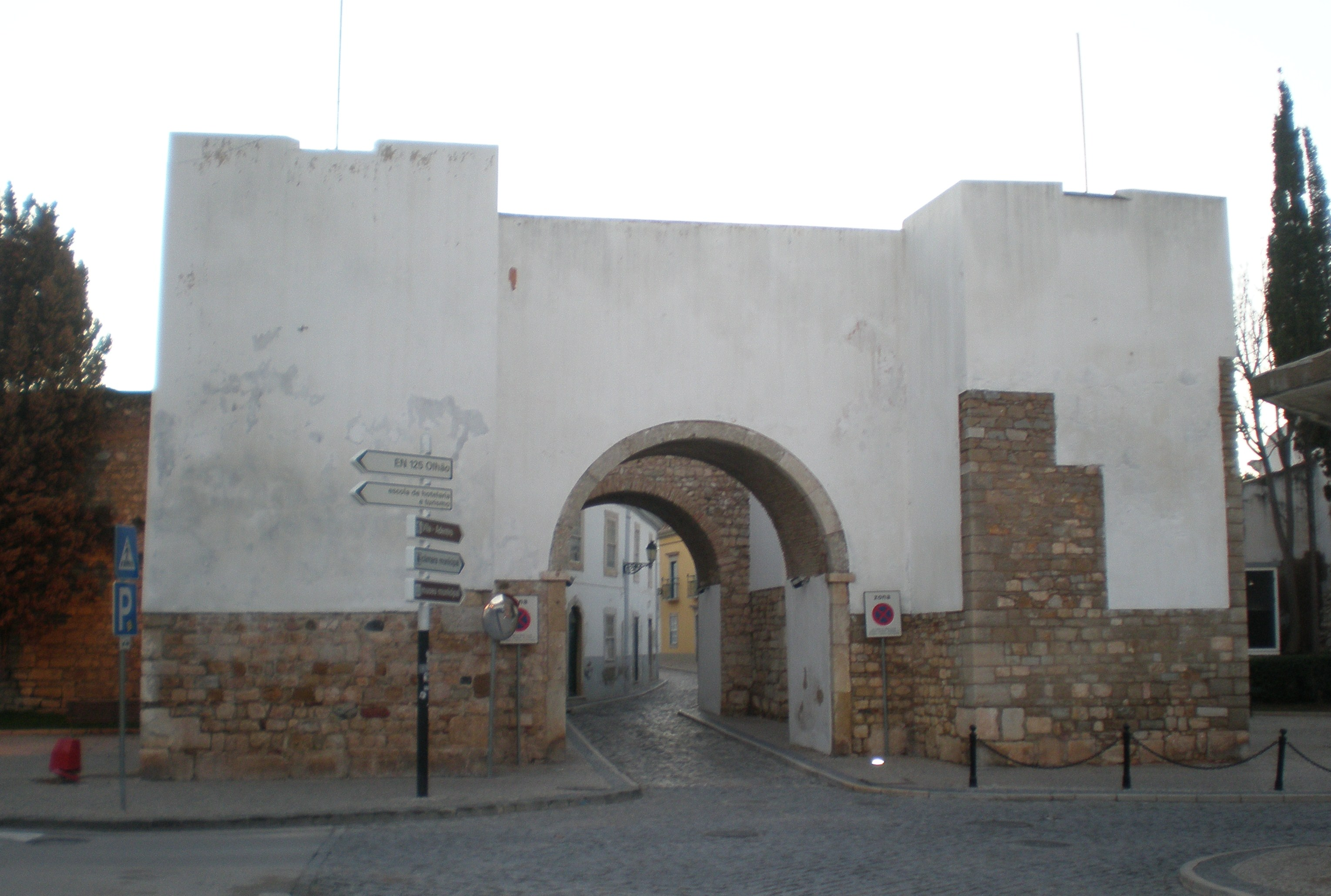
Vista do Arco do Repouso, a partir do Largo de São Francisco.

### Reconquista
O castelo de Faro foi tomado pelas forças cristãs em 1249, como parte da reconquista, durante o reinado de D. Afonso III. De acordo com uma lenda, a cidade teria sido conquistada com o apoio de uma moura, que teria aberto uma porta da fortaleza durante a noite, que ficou conhecida como Porta da Traição. O monarca ordenou que a alcáçova fosse convertida num castelo cristão, como parte do programa de obras para reconstruir reforçar as muralhas.
O investigador Gentil Marques descreveu uma segunda lenda relacionada com a reconquista de Faro, durante a qual teria sido D. Afonso III a dar o nome ao Arco do Repouso, por o ter considerado como um local ideal para descansar.

### Séculos XVI a XVIII
Em 1540 Faro foi elevada à categoria de cidade por D. João III, que também ordenou que todo o conjunto defensivo fosse reparado, uma vez que se encontrava em más condições. Ainda no século XVI, já durante o reinado de D. Sebastião, foi construído um revelim no lanço nascente das muralhas. Em 1596 a cidade foi atacada por forças britânicas, que a incendiaram. Durante a Guerra da Restauração, entre 1640 e 1668, as defesas de Faro foram alvo de obras de reparação, com a finalidade de as reforçar e adaptar aos novos avanços tecnológicos, principalmente a introdução da artilharia, de forma a melhor proteger a cidade dos ataques dos corsários e de outros inimigos. Assim, o recinto amuralhado passou a contar com cinco baluartes e dois meios baluartes. Também o castelo em si foi muito modificado, passando incluir um edifício de dois pisos anexado à muralha, que funcionava como quartel do Regimento de Artilharia do Reino do Algarve. As alterações introduzidas no século XVIII levaram à desfiguração quase total da Porta do Arco do Repouso.

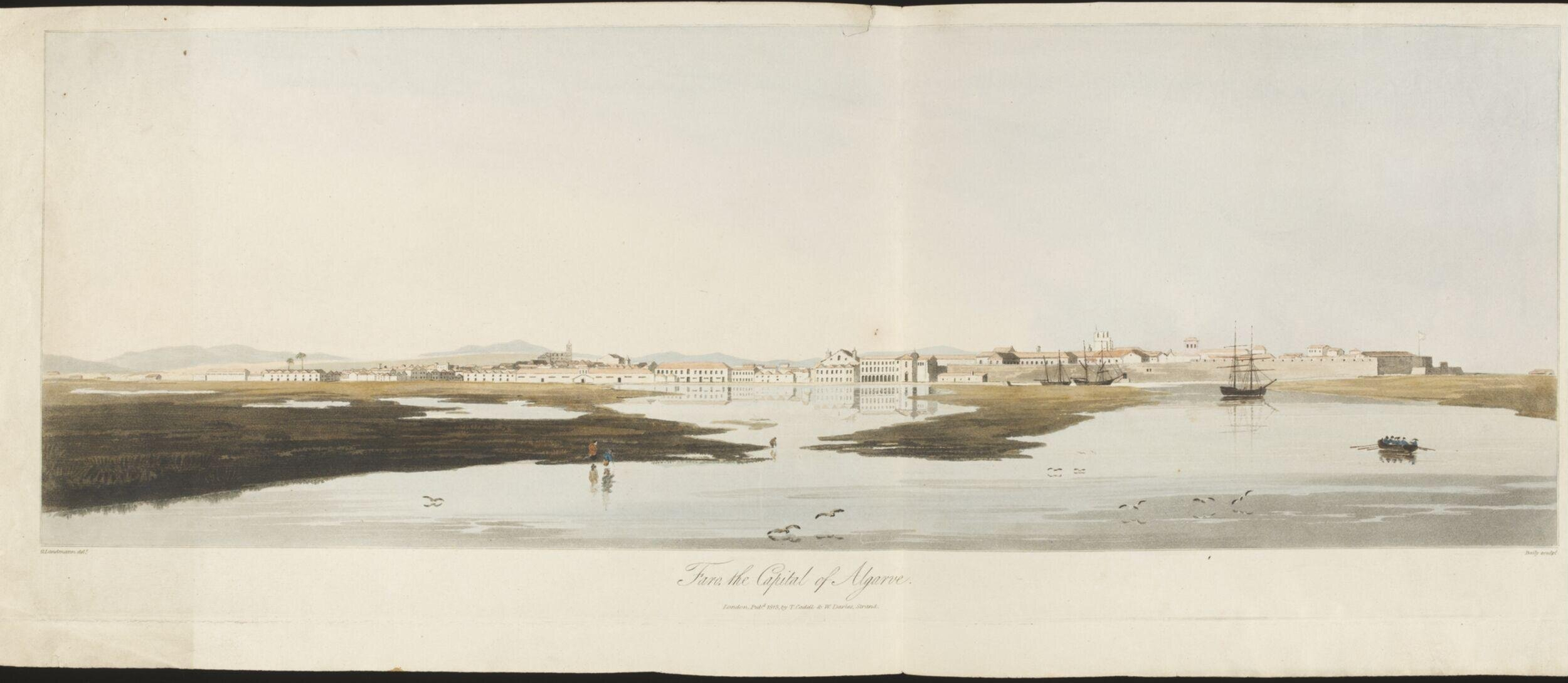
Gravura de 1813 com uma vista panorâmica da cidade de Faro, da autoria do engenheiro britânico George Landmann. No lado direito são visíveis as muralhas, rodeando o centro histórico.

### Séculos XIX a XXI
No entanto, desde os finais do século XVIII que Faro começou a perder importância do ponto de vista militar, pelo que alguns lanços das muralhas foram demolidos, e integrados em imóveis particulares, tanto habitacionais como industriais. O castelo deixou de ter funções defensivas, tendo sido primeiro convertido em oficinas, e entre 1935 e 1940 foi ali edificada a Fábrica de Cerveja Portugália. Entretanto, em 16 de Junho de 1910 o Arco da Vila foi classificado como Monumento Nacional. Em 4 de Junho de 1911, o jornal O Algarve transcreveu um decreto publicado no Dário do Governo em 30 de Maio, que autorizou o Ministério da Guerra a dar permissão à autarquia de Faro, no sentido de proceder à «demolição de parte dos terraplenos dos baluartes e muralhas do castello da dita cidade, necessaria para a continuação dos trabalhos de construção da estrada de circumvallação da mesma cidade». Este diploma impôs várias condições, tendo a primeira determinado que «obriga-se a Camara Municipal de Faro a construir á sua custa os muros de suporte precisos para vedar os terraplenos dos baluartes [...] podendo n'estes muros applicar a pedra proveniente das demolições», enquanto que a segunda refere que a autarquia seria responsável por «construir no local conveniente a parede do armazem cortado pelo novo alinhamento da orla norte da estrada, e situado no terrapleno de um dos baluartes».
O conjunto das muralhas de Faro foi classificado como Imóvel de Interesse Público pelo Decreto 45/93, de 30 de Novembro, com a denominação de Fortaleza de Faro. Em 2007 foram feitos trabalhos arqueológicos nos lanços de muralha fronteiros ao Largo de São Francisco, no sentido de aprofundar os conhecimentos sobre uma das torres e a sua ligação às muralhas. Foram encontrados alguns materiais romanos, mas de forma descontextualizada, uma vez que a arquitectura aponta uma construção durante o domínio muçulmano.
Em Agosto de 2022, o Partido Socialista denunciou as más condições em que se encontravam vários elementos do património de Faro, incluindo as muralhas de Faro. Nos finais de 2023, a autarquia substituiu as luzes das muralhas do Largo de São Francisco, empreitada que permitiu «uma melhoria substancial das condições de iluminação e segurança e embelezamento das muralhas do Largo de São Francisco bem como de toda esta zona histórica da cidade». Segundo o presidente da Câmara Municipal, Rogério Bacalhau, presidente da Câmara de Faro, «esta é uma intervenção que permite dar resposta simultânea à vários objetivos do Município: uma poupança energética muito significativa e ganhos de sustentabilidade geral, em linha com os compromissos ambientais assumidos aos munícipes, mas também a valorização e embelezamento de uma zona histórica da cidade de Faro».

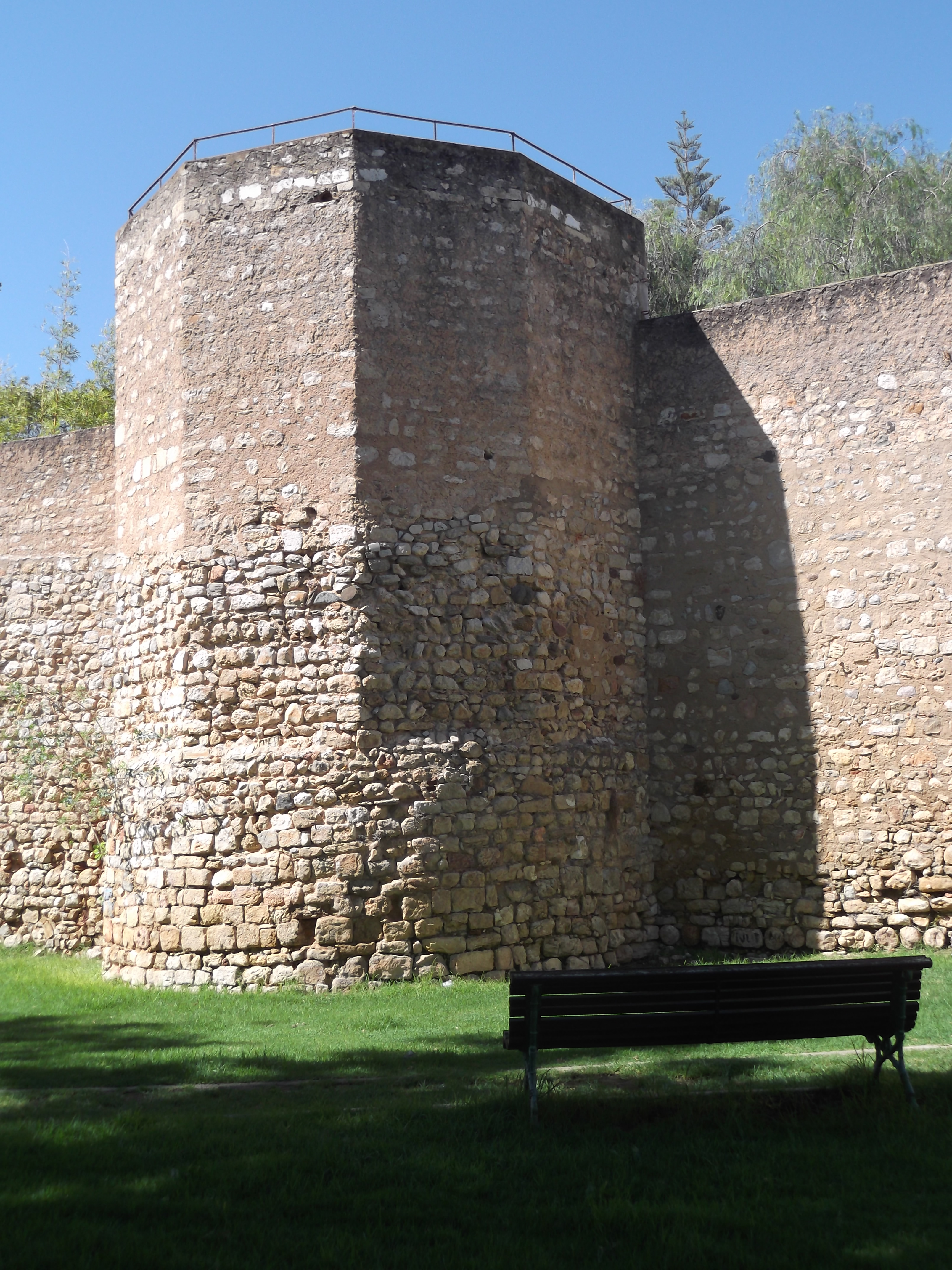
Torre quadrangular nas muralhas de Faro.

## Leitura recomendada
- LAMEIRA, Francisco I. C. (1995). Faro: Edificações Notáveis. Faro: Câmara Municipal de Faro. 100 páginas